# Lycaeides armoricana
Lycaeides armoricana är en fjärilsart som beskrevs av Charles Oberthür 1910. Lycaeides armoricana ingår i släktet Lycaeides och familjen juvelvingar. Inga underarter finns listade i Catalogue of Life.